# HMS Iron Duke (1912)
El HMS Iron Duke fue un acorazado de la Royal Navy, líder de su clase, que recibía su nombre para honrar la memoria de Arthur Wellesley, primer duque de Wellington. Sirvió como buque insignia de la Gran Flota británica durante la Primera Guerra Mundial, incluida la Batalla de Jutlandia. La mayor parte de este conflicto, tuvo su base junto al resto de la Gran Flota en Scapa Flow.

## Historial

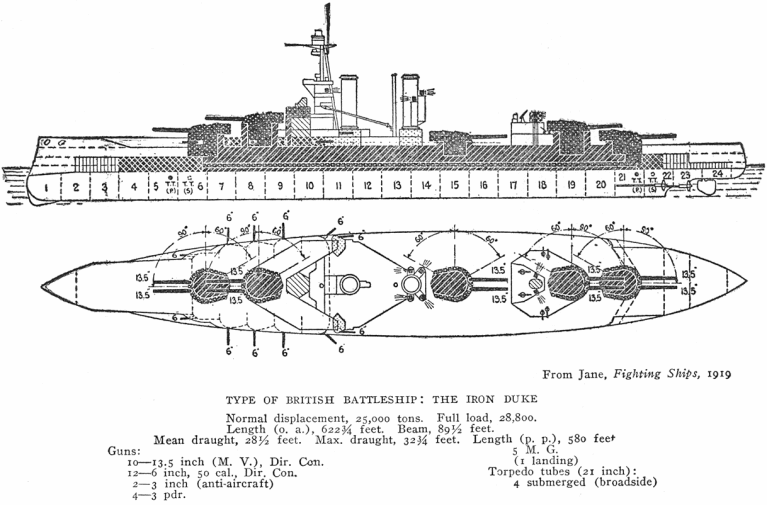
Planos del HMS Iron Duke.

Tras su alta, se unió a la llamada Home Fleet como buque insignia del almirante Sir George Callaghan. Poco después de la rotura de las hostilidades, Callaghan fue relevado por el almirante Sir John Jellicoe, que designó al Iron Duke como buque insignia de la reorganizada Grand Fleet. Su único gran combate durante la Primera Guerra Mundial tuvo lugar en la Batalla de Jutlandia, entre el 31 de mayo y el 1 de junio de 1916, cuando servía en la cuarta escuadra de batalla. Posteriormente, y durante un corto período, fue el buque insignia de almirante Sir David Beatty, cuando este, asumió el mando de la Gran Flota a finales de 1916, aunque posteriormente, el trasladó su insignia al HMS Queen Elizabeth.
Tras el conflicto, fue transferido a la Flota del Mediterráneo, donde fue designado buque insignia del almirante Sir John de Robeck. Sirvió en las flotas del Mediterráneo y del Atlántico hasta que fue puesto en reserva en 1929.
En 1931, tras el Tratado naval de Londres, el Iron Duke fue desarmado y sirvió como buque de entrenamiento de. Para esto, las torres B e Y además de los tubos lanzatorpedos, fueron retirados, mientras que se le añadían 2 cañones antiaéreos de 101 mm (4”) y otro antiaéreo se montó en el lugar de la torre B. Más adelante, en 1939 otro montaje gemelo de 115 mm (4.5”) en una torre en el lugar de la torre X.
Durante la Segunda Guerra Mundial fue usado como buque base fondeado en Scapa Flow, donde se vio forzado a encallar en 1939 durante un ataque aéreo. Posteriormente, fue reflotado, y siguió en activo hasta el final de las hostilidades. Fue vendido en 1946 para desguace, el cual, se llevó a cabo en Glasgow en 1948. La campana del HMS Iron Duke está en la Catedral de Winchester.